# Grotpalingen
Grotpalingen (Protanguillidae) zijn een familie van straalvinnige vissen uit de orde van Palingachtigen (Anguilliformes).

## Geslacht
- Protanguilla G. D. Johnson, H. Ida & Miya, 2012